# Bỉ vỏ
Bỉ vỏ là tác phẩm đầu tay của Nguyên Hồng được Tự Lực Văn đoàn tặng giải nhì năm 1937.

## Nội dung
Bính là cô gái nghèo làng Sòi. Vì nhẹ dạ, yêu một gã Tham đạc điền và bị hắn bỏ rơi giữa lúc bụng mang dạ chửa. Cô bị cha mẹ hắt hủi, đay nghiến và đứa bé sinh ra phải đem bán đi vì sợ làng bắt vạ. Đau đớn, Bính trốn nhà đi Hải Phòng mong tìm được người tình. Sau mấy ngày đêm lang thang đói khát, có lần suýt bị làm nhục ở một vườn hoa, Bính gặp một gã trẻ tuổi nhà giàu. Gã lừa cô vào nhà hãm hiếp và đổ bệnh lậu cho cô. Vợ gã bắt gặp, đánh đập Bính tàn nhẫn và lôi cô ra Sở cẩm, vu là gái đĩ. Thế là Bính bị đưa vào nhà "lục xì", sau đó rơi vào nhà chứa của mụ Tài sế cấu. Sống ê chề cực nhục ở nơi bẩn thỉu hôi hám, Bính ốm nặng.
Đau khổ, tuyệt vọng, Bính toan tự tử nhưng được Năm Sài Gòn, trùm lưu manh ở Hải Phòng, chuộc ra khỏi nhà chứa, đem về chăm sóc hết lòng. Nhưng rồi Năm bị bắt. Tuy túng bấn nhưng Bính nhất định không nhận tiền "bồi" (tiền bọn ăn cắp trích nộp "đàn anh") mà sống bằng buôn bán lương thiện, hy vọng khi Năm trở về sẽ khuyên y từ bỏ cái nghề bất lương và nguy hiểm. Năm được tha nhưng dứt khoát không nghe lời khuyên của Bính. Thế là, bất đắc dĩ, Bính cũng bị lôi kéo vào con đường lưu manh, trở thành một "bỉ vỏ" – người đàn bà ăn cắp. Do một sự hiểu lầm và ghen tuông, Năm Sài Gòn đuổi Bính đi. Bính về Nam Định, gồng thuê gánh mướn kiếm ăn. Được tin bố mẹ ở gặp tai họa có thể bị tù, Bính không còn cách nào khác, đã phải nhận lời lấy một viên mật thám để có tiền gửi về cứu bố mẹ.
Đang sống yên ổn nhàn hạ bên người chồng mới này thì một biến cố xoay chuyển cuộc đời Bính: Năm Sài Gòn bị bắt bởi chính tay người chồng Bính. Không chút do dự, cô đã lẻn xuống trại giam, mở khoá cứu Năm rồi cùng y đi trốn. Từ đó, Bính lại trở lại cuộc sống ngoài vòng pháp luật với Năm Sài Gòn, nhưng trong lòng vẫn day dứt khát khao cuộc đời lương thiện. Nhất là sau lần Năm giết Ba Bay, tên "đàn em" đã hớt tay trên của Năm một món "hàng", Bính càng bị hối hận và sợ hãi giày vò. Cuối cùng, cái kết cục bi thảm đã đến: một lần, Năm cướp được một đứa bé đeo vòng vàng trên tàu thủy. Bính hốt hoảng nhận ra đó chính là đứa con mà bao lâu Bính nhớ thương, khắc khoải mong tìm lại. Nhưng nó đã chết! Giữa lúc đó, đội xếp, mật thám ập vào, Năm và Bính đều bị bắt. Chính người mật thám chồng Bính trước đây đã bước tới xích tay cô...

## Chuyển thể
Tác phẩm được chuyển thể thành Kịch nói và đặc biệt là bộ phim điện ảnh Bỉ vỏ (Người đàn bà ăn cắp) sản xuất năm 1988; với NSND Hoàng Cúc trong vai Tám Bính và Dũng Nhi trong Năm Sài Gòn.